# Kévin Estre

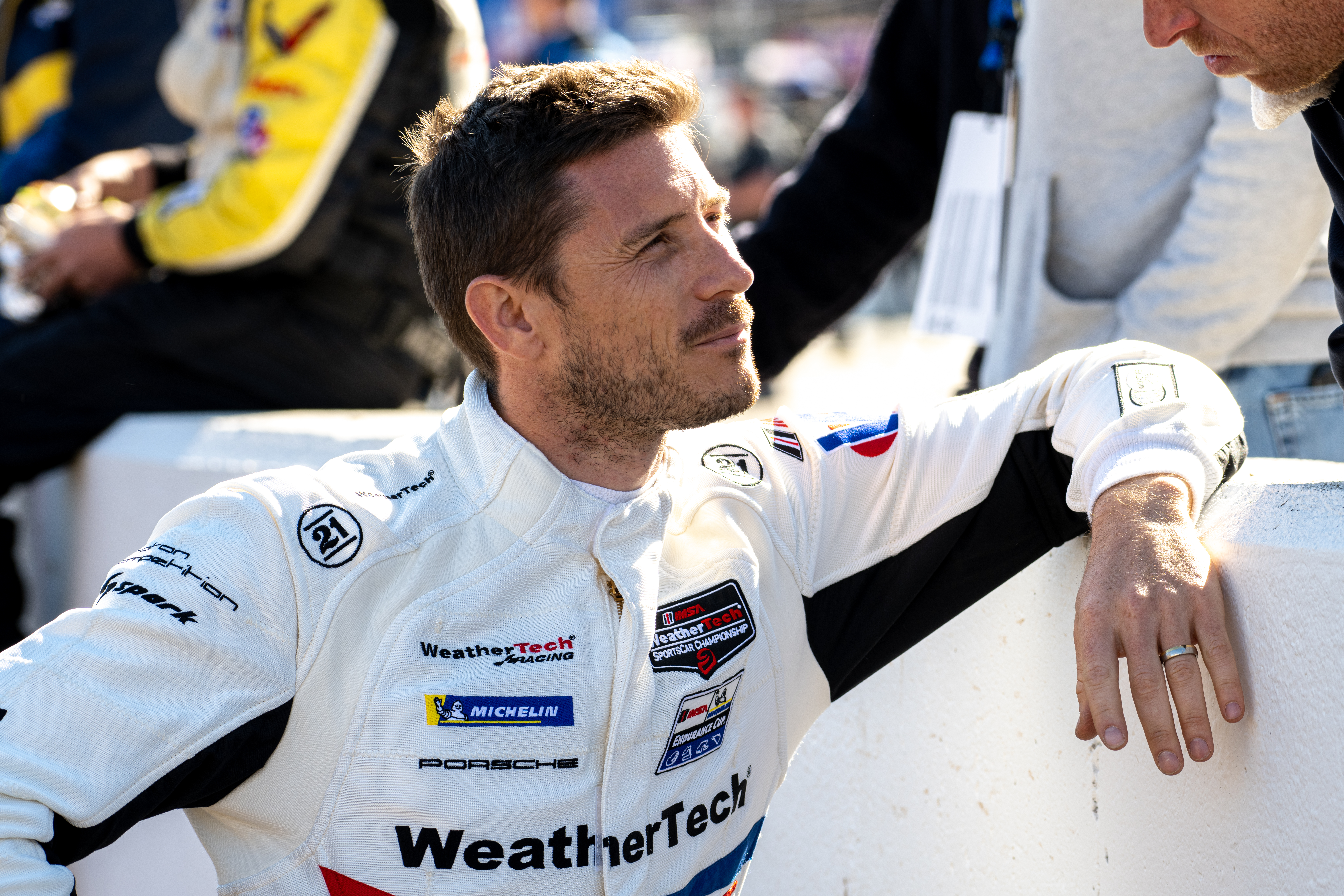
Kévin Estre beim Petit Le Mans 2021

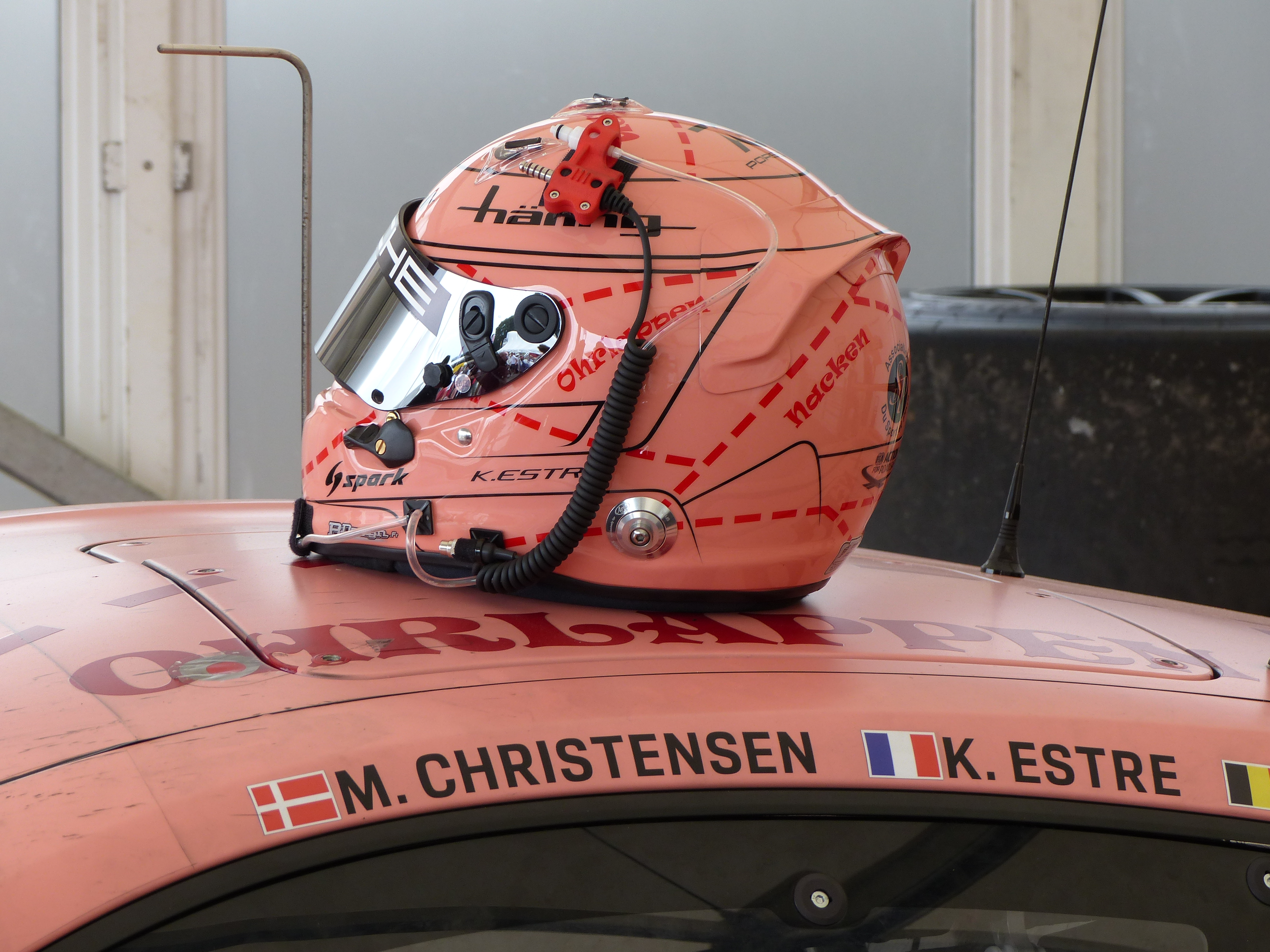
Der Pink-Pig-Helm für das 24-Stunden-Rennen von Le Mans 2018

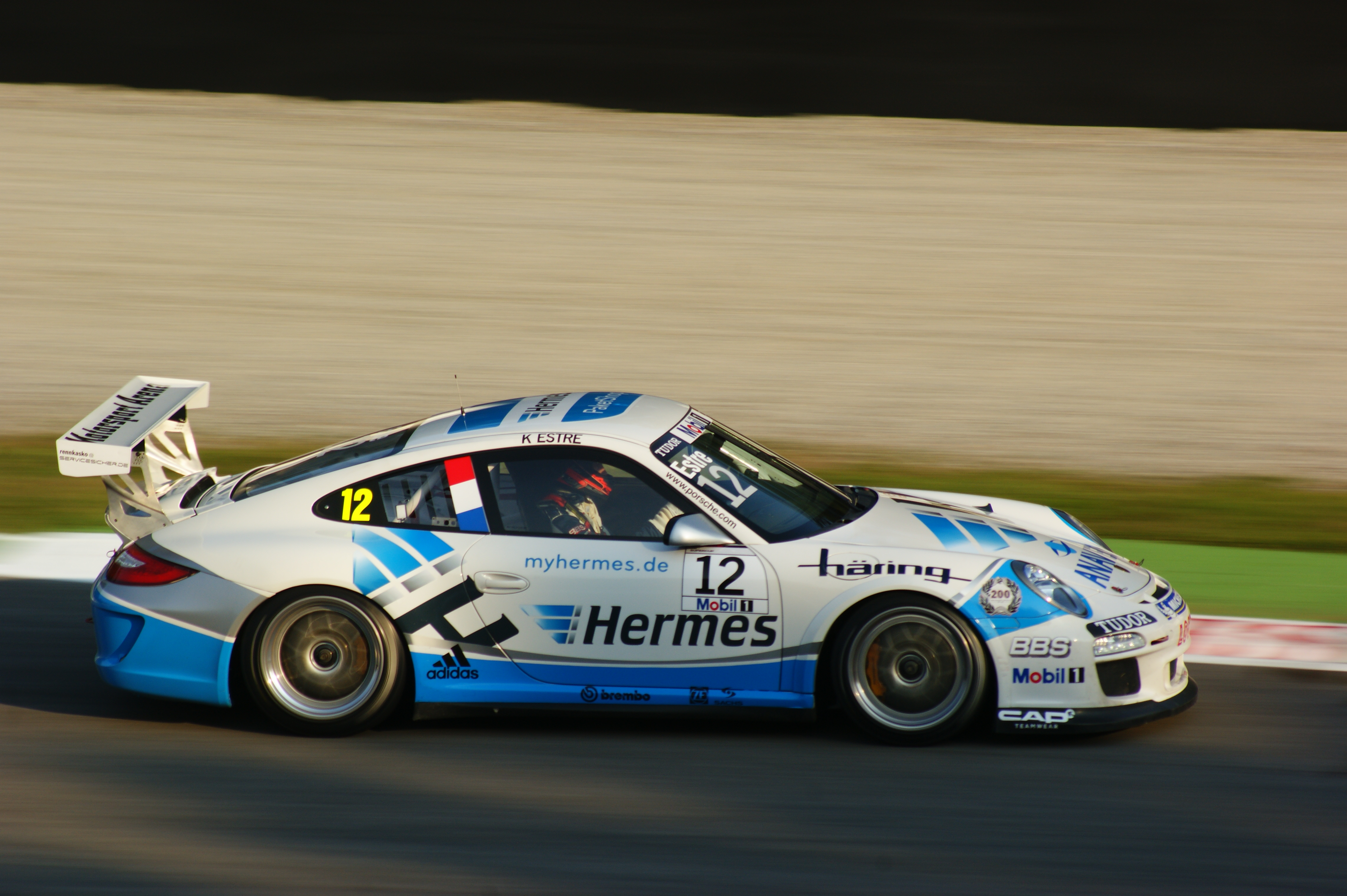
Kévin Estre bei der Porsche-Supercup-Veranstaltung in Monza 2011, wo er seinen ersten Sieg erzielte

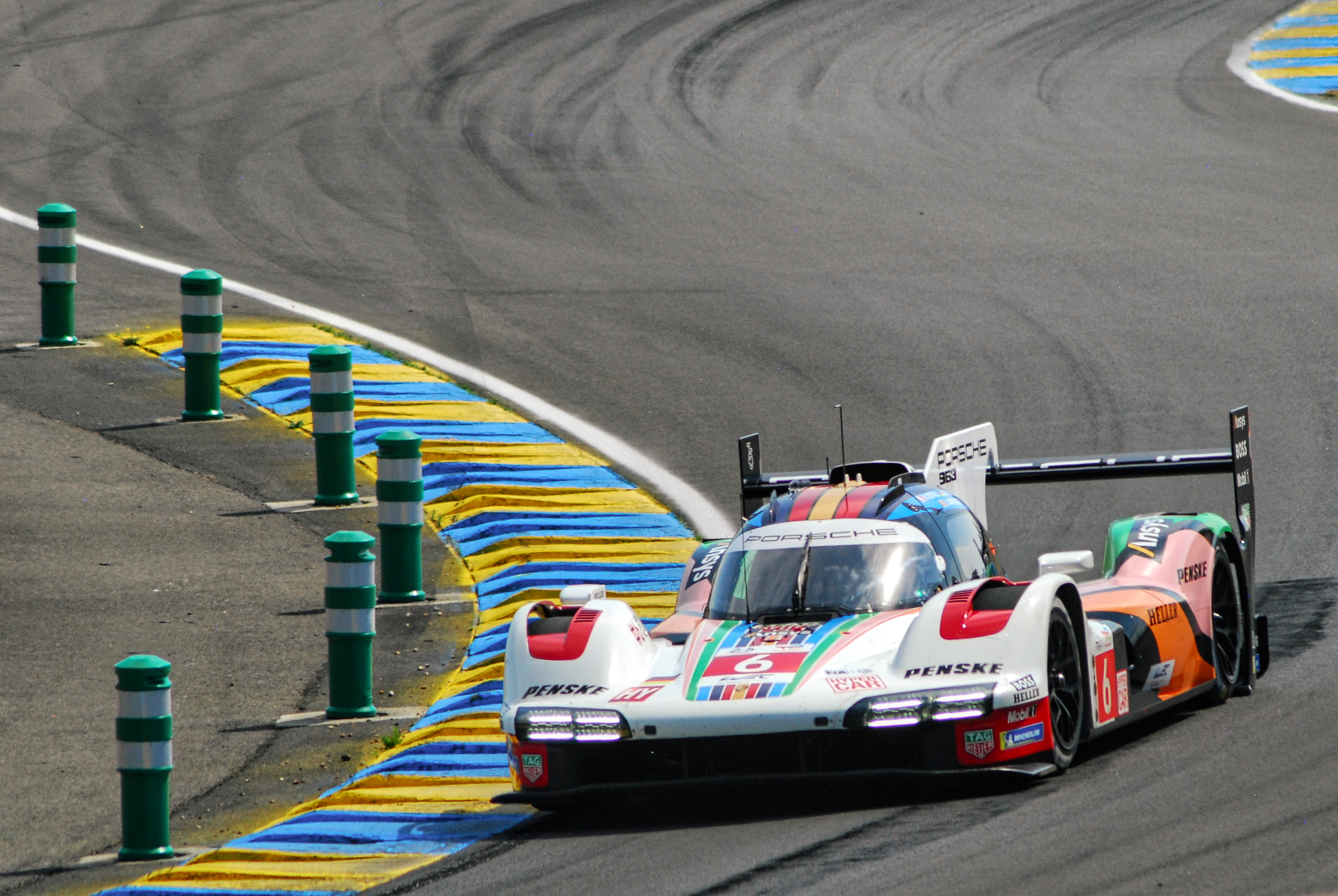
24-Stunden-Rennen von Le Mans 2023; Kévin Estre im Porsche 963

Kévin Estre (* 28. Oktober 1988 in Lyon) ist ein französischer Automobilrennfahrer. 2011 wurde er Gesamtsieger im französischen Porsche Carrera Cup und 2013 holte er sich den Titel im Porsche Carrera Cup Deutschland. Seit 2016 ist Kevin Estre Werksfahrer bei Porsche.

## Karriere
Estre begann seine Motorsportkarriere 2001 im Kartsport, in dem er bis 2005 aktiv war. Unter anderem wurde er 2004 ICA-Kart-Europameister. 2006 wechselte Estre in den Formelsport und wurde auf Anhieb Meister der französischen Formel Renault Campus. Er war am Saisonende punktgleich mit seinem Teamkollegen Tristan Vautier, hatte allerdings bessere Einzelplatzierungen als Vautier erzielt. 2007 trat Estre in der französischen Formel Renault an. Er beendete die Saison mit 46 Punkten auf dem achten Platz, während sein Teamkollege Vautier Fünfter wurde.
2008 wechselte Estre in den GT-Sport und startete im französischen Porsche Carrera Cup. Er gewann ein Rennen und beendete seine Debütsaison auf dem fünften Meisterschaftsplatz. In der Juniorenwertung wurde er Zweiter. 2009 war Estre im französischen Porsche Carrera Cup mit fünf Siegen der Fahrer, der die meisten Rennen gewonnen hatte. In der Meisterschaft musste er sich jedoch drei Piloten geschlagen geben und wurde Vierter. Darüber hinaus gewann er die Juniorenwertung. Außerdem nahm Estre in diesem Jahr an zwei Rennen der FIA-GT3-Europameisterschaft teil. 2010 stand Estre im französischen Porsche Carrera Cup nur bei einem Rennen nicht auf dem Podest. Er gewann fünf Rennen. Mit 200 zu 202 Punkten verlor er jedoch das Titelduell gegen seinen Landsmann Frédéric Makowiecki. Die Juniorenwertung entschied er zum zweiten Mal für sich. Neben drei weiteren Starts in der FIA-GT3-Europameisterschaft, debütierte Estre in diesem Jahr auch im ADAC GT Masters und nahm dort an zwei Rennen teil.
2011 wurde Estre von Attempto Racing für den Porsche Supercup unter Vertrag genommen. Teamchef Arkin Aka hatte Estre bereits bei seiner ersten Testfahrt von seinen Fähigkeiten überzeugt. Nach mehreren Punkteplatzierungen folgte in Autodromo Nazionale Monza sein erster Sieg. Mit insgesamt drei Podest-Platzierungen schloss er die Saison als bester Rookie auf dem siebten Gesamtrang ab. Parallel dazu fuhr Estre seine vierte Saison im französischen Porsche Carrera Cup. Nachdem er in den ersten zwei Rennen einmal auf dem Podest gestanden hatte, folgten in den restlichen zehn Rennen zehn Siege. Estre wurde dominant Meister. Außerdem trat Estre zu je einer Veranstaltung der Racecar Series, des deutschen Porsche Carrera Cups sowie der ADAC GT Masters an.
Anfang 2012 nahm Estre am 24-Stunden-Rennen von Daytona teil.
Am 6. Juni 2021 gewann Kevin Estre mit dem Porsche Werksteam Manthey-Racing, gemeinsam mit Lars Kern, Michael Christensen und Matteo Cairoli, zum ersten Mal das 24-Stunden-Rennen auf dem Nürburgring.
Seit der Saison 2023 gehört Estré zum Werksfahrer Kader des Team Penske bei Porsche. Hierbei teilt er sich das Cockpit des Porsche 963 
mit André Lotterer und Laurens Vanthoor. Nach einer schwierigen ersten Saison, gewann das Trio das erste Rennen der FIA-Langstrecken-Weltmeisterschaft 2024 das 1812-km-Rennen von Katar 2024.
Nach einem zweiten Saisonsieg bei den  6-Stunden-Rennen von Fuji 2024 holte sich das Trio den Fahrer-Weltmeistertitel der FIA-Langstrecken-Weltmeisterschaft 2024.

## Privates
Estre lebt in Höchst in Vorarlberg.

## Statistik

### Karrierestationen
- 2001–2005: Kartsport
- 2006: Französische Formel Renault Campus (Meister)
- 2007: Französische Formel Renault (Platz 8)
- 2008: Französischer Porsche Carrera Cup (Platz 5)
- 2009: Französischer Porsche Carrera Cup (Platz 4)

- 2009: FIA-GT3-EM
- 2010: Französischer Porsche Carrera Cup (Platz 2)
- 2010: FIA-GT3-EM
- 2010: ADAC GT Masters (Platz 22)
- 2011: Porsche Supercup (Platz 7)

- 2011: Französischer Porsche Carrera Cup (Meister)
- 2011: Deutscher Porsche Carrera Cup (Platz 21)
- 2011: Racecar Series (Platz 27)
- 2011: ADAC GT Masters
- 2012: Rolex Sports Car Series, GT
- 2016 - Porsche Werksfahrer GTE Pro
- 2018 ADAC GT Masters im KÜS Team 75 Bernhard
- 2019 Sieg 24h Spa Francorchamps Blancpain GT Series der 24 Stunden auf Porsche 911 GT3 R von GPX Racing mit Michael Christensen Dänemark sowie dem Österreicher Richard Lietz nach 363 Runden
- 2019 4h von Silverstone 2 Platz LMGTE Pro auf Porsche 911 RSR mit Michael Christensen.
- 2019 6h von Fuji 2.Platz LMGTE Pro auf Porsche mit M. Christensen.
- 2019 4h von Shanghai 1.Platz LMGTE Pro auf Porsche 911 RSR mit M.Christensen.
- 2019  24h-Rennen Nürburgring, DSQ auf Porsche 911 GT3 R mit M. Christensen, E. Bamber und L. Vanthoor.
- 2021 6h Rennen von Spa-Francorchamps, 1. Platz GTE Pro auf Porsche 911 RSR mit N. Jani
- 2021 24h-Rennen Nürburgring, Gesamtsieg und 1. Platz in der SP 9 auf Porsche 911 GT3 R für Manthey-Racing[5]
- 2024 FIA-Langstrecken WM WEC, Gesamtsieg im Porsche 963 mit André Lotterer und Laurens Vanthoor für Team Penske

### Le-Mans-Ergebnisse
| Jahr | Team                             | Fahrzeug            | Teamkollege         | Teamkollege      | Platzierung             | Ausfallgrund |
| ---- | -------------------------------- | ------------------- | ------------------- | ---------------- | ----------------------- | ------------ |
| 2015 | OAK Racing                       | Ligier JS P2        | Chris Cumming       | Laurens Vanthoor | Ausfall                 | Wagenbrand   |
| 2016 | Porsche Motorsport North America | Porsche 911 RSR     | Patrick Pilet       | Nick Tandy       | Ausfall                 | Motorschaden |
| 2017 | Porsche GT Team                  | Porsche 911 RSR     | Michael Christensen | Dirk Werner      | Ausfall                 | Unfall       |
| 2018 | Porsche GT Team                  | Porsche 991 RSR GTE | Michael Christensen | Laurens Vanthoor | Rang 15 und Klassensieg |              |
| 2019 | Porsche GT Team                  | Porsche 991 RSR GTE | Michael Christensen | Laurens Vanthoor | Rang 29                 |              |
| 2020 | Porsche GT Team                  | Porsche 991 RSR-19  | Michael Christensen | Laurens Vanthoor | Rang 35                 |              |
| 2021 | Porsche GT Team                  | Porsche 991 RSR-19  | Michael Christensen | Neel Jani        | Rang 22                 |              |
| 2022 | Porsche GT Team                  | Porsche 991 RSR-19  | Michael Christensen | Laurens Vanthoor | Rang 31                 |              |
| 2023 | Porsche Penske Motorsport        | Porsche 963         | André Lotterer      | Laurens Vanthoor | Rang 22                 |              |
| 2024 | Porsche Penske Motorsport        | Porsche 963         | André Lotterer      | Laurens Vanthoor | Rang 4                  |              |
| 2025 | Porsche Penske Motorsport        | Porsche 963         | Matt Campbell       | Laurens Vanthoor | Rang 2                  |              |

### Sebring-Ergebnisse
| Jahr | Team                      | Fahrzeug               | Teamkollege      | Teamkollege      | Teamkollege | Platzierung | Ausfallgrund |
| ---- | ------------------------- | ---------------------- | ---------------- | ---------------- | ----------- | ----------- | ------------ |
| 2012 | JDX Racing                | Porsche 997 GT3 Cup    | Chris Cumming    | Mark Bullitt     |             | Rang 40     |              |
| 2013 | TRG                       | Porsche 997 GT3 Cup    | Al Carter        | Carlos DeQuesada |             | Rang 37     |              |
| 2014 | Park Place Motorsports    | Porsche 911 GT America | Patrick Lindsey  | Jim Norman       | Mike Vess   | Rang 43     |              |
| 2016 | Porsche North America     | Porsche 911 RSR        | Nick Tandy       | Patrick Pilet    |             | Ausfall     | Defekt       |
| 2017 | Porsche GT Team           | Porsche 911 RSR        | Laurens Vanthoor | Richard Lietz    |             | Rang 14     |              |
| 2025 | Porsche Penske Motorsport | Porsche 963            | Matt Campbell    | Mathieu Jaminet  |             | Rang 2      |              |

### Einzelergebnisse in der FIA-Langstrecken-Weltmeisterschaft
| Saison  | Team                                | Rennwagen                    | 1   | 2   | 3   | 4   | 5   | 6   | 7   | 8   | 9   |
| ------- | ----------------------------------- | ---------------------------- | --- | --- | --- | --- | --- | --- | --- | --- | --- |
| 2012    | JDX Racing                          | Porsche 997 GT3 Cup          | SEB | SPA | LEM | SIL | SAO | BAH | FUJ | SHA |     |
| 2012    | JDX Racing                          | Porsche 997 GT3 Cup          | 40  |     |     |     |     |     |     |     |     |
| 2015    | Manthey-Racing OAK Racing           | Porsche 911 RSR Ligier JS P2 | SIL | SPA | LEM | NÜR | AUS | FUJ | SHA | BAH |     |
| 2015    | Manthey-Racing OAK Racing           | Porsche 911 RSR Ligier JS P2 |     | 18  | DNF |     |     |     |     |     |     |
| 2016    | Porsche North America Proton Racing | Porsche 911 RSR              | SIL | SPA | LEM | NÜR | MEX | AUS | FUJ | SHA | BAH |
| 2016    | Porsche North America Proton Racing | Porsche 911 RSR              |     |     | DNF |     |     | 27  |     |     |     |
| 2017    | Porsche GT Team                     | Porsche 911 RSR              | SIL | SPA | LEM | NÜR | MEX | AUS | FUJ | SHA | BAH |
| 2017    | Porsche GT Team                     | Porsche 911 RSR              | DNF | 22  | DNF | 17  | 18  | 14  | 14  | DNF | DNF |
| 2018/19 | Porsche GT Team                     | Porsche 991 RSR              | SPA | LEM | SIL | FUJ | SHA | SEB | SPA | LEM |     |
| 2018/19 | Porsche GT Team                     | Porsche 991 RSR              | 14  | 15  | 13  | 11  | 10  | 14  | 17  | 29  |     |
| 2019/20 | Porsche GT Team                     | Porsche 991 RSR              | SIL | FUJ | SHA | BAH | AUS | SPA | LEM | BAH |     |
| 2019/20 | Porsche GT Team                     | Porsche 991 RSR              | 14  | 14  | 14  | 19  | 14  | 9   | 35  | 8   |     |
| 2021    | Porsche GT Team                     | Porsche 991 RSR              | SPA | POR | MON | LEM | BAH | BAH |     |     |     |
| 2021    | Porsche GT Team                     | Porsche 991 RSR              | 15  | 16  | 15  | 22  | 13  | 16  |     |     |     |
| 2022    | Porsche GT Team                     | Porsche 911 RSR              | SEB | SPA | LEM | MON | FUJ | BAH |     |     |     |
| 2022    | Porsche GT Team                     | Porsche 911 RSR              | 17  | 12  | 31  | 18  | 19  | 19  |     |     |     |
| 2023    | Penske Porsche                      | Porsche 963                  | SEB | POR | SPA | LEM | MON | FUJ | BAH |     |     |
| 2023    | Penske Porsche                      | Porsche 963                  | 6   | 3   | DNF | 22  | 7   | 3   | 5   |     |     |
| 2024    | Penske Porsche                      | Porsche 963                  | KAT | IMO | SPA | LEM | SAO | AUS | FUJ | BAH |     |
| 2024    | Penske Porsche                      | Porsche 963                  | 1   | 2   | 2   | 4   | 2   | 6   | 1   | 10  |     |
| 2025    | Porsche Penske                      | Porsche 963                  | KAT | IMO | SPA | LEM | SAO | AUS | FUJ | BAH |     |
| 2025    | Porsche Penske                      | Porsche 963                  | 11  | 8   | 9   | 2   | 4   |     |     |     |     |